# تاماشی
تاماشی (به مجاری:  Tamási) یک منطقهٔ مسکونی در مجارستان و مرکز ناحیه تاماشی است. تاماشی ۱۲۵٫۰۱ کیلومتر مربع مساحت و ۹٬۶۲۶ نفر جمعیت دارد.

## خواهرخوانده
شهرهای وورتسن، اتولبرگ، سوخ لاس و ایزرنهاگن خواهرخوانده‌های تاماشی هستند.